# 议会斗争
议会斗争是马克思主义的分支流派中衍生出来的一种主张让无产阶级以争取议会席位的方式来夺取政权的手段，属于非暴力政治斗争。与之相对的则是暴力革命。

## 简介
议会斗争，是马克思主义的一种分支流派所主张的无产阶级夺取政权的方式中的一种。议会斗争的具体手段是主张让无产阶级通过争取选票、争取议会席位等方式来夺取国家政权。与暴力革命不同，议会斗争属于一种非暴力政治斗争形式。
这种议会斗争思潮以德国社会民主党领袖之一的爱德华·伯恩施坦为代表，他们主张以不流血的方式“和平过渡到社会主义（以及共产主义）”。但这种思潮后来遭到了以罗莎·卢森堡为代表的，以及后来以弗拉基米尔·伊里奇·列宁和毛泽东等人为代表的“暴力革命派”的反对，并指责其为修正主义。

## 批评及延伸

### 批评
暴力革命派认为，以议会斗争来和平直入社会主义（乃至共产主义）的想法是不切实际的，他们认为，一旦无产阶级在议会斗争中取得席位，那么此时的资产阶级一定会进行反抗以防止无产阶级夺权。即使无产阶级以议会斗争的形式成功取得了政权，不通过暴力手段也无法最终革清资产阶级的残余势力（因为资产阶级不愿放弃自己的利益），这样一来随时可能会导致资本主义的复辟。
马克思与恩格斯在《共产党宣言》中提出：“共产党人不屑于隐瞒自己的观点和意图。他们公开宣布：他们的目的只有用暴力推翻全部现存的社会制度才能达到。”
列宁在其著作《国家与革命》中指出：国家是阶级矛盾的不可调和产物，无产阶级要想消灭剥削，实现共产主义，必须经过无产阶级专政这一特殊过度阶段。而要实现无产阶级专政，就必须打碎旧的国家机器，而要彻底做到这一点，就必须要通过暴力革命的手段。也就是说，以列宁为代表的马克思主义者认为，暴力革命是马克思主义的原始主张。

### 批评下的延伸
暴力革命派并不认同以议会斗争形式和平直入社会主义乃至共产主义的形式，但并不意味着暴力革命派主张彻底放弃议会斗争这一种形式。
晚期的恩格斯以及列宁认为，在实行暴力革命的时期还未成熟之前，工人阶级必须去尽量争取议会选票，以扩大工人阶级的影响力与扩大阶级斗争，为暴力革命的成熟做预备。
1895年3月6日，即恩格斯去世前的几个月，他在《〈法兰西阶级斗争〉导言》（即《法兰西内战》宣言）里面反思了马克思的暴力革命理论。他指出德国工人阶级一定要利用选举权同资产阶级争夺每一个席位，用选票来证明无产阶级的力量，并认为：“结果弄得资产阶级和政府害怕工人政党的合法活动更甚于害怕它的不合法活动，害怕选举成就更甚于害怕起义成就”，恩格斯分析：“因为这里斗争的条件也已经发生了根本的变化。旧式的起义，在1848年以前到处都起过决定作用的筑垒巷战，现在大大过时了。我们对此不应抱什么幻想，因为在巷战中起义者对军队的真正胜利，就是说像两支军队之间的那种胜利，是极其罕见的。”这种思想在他死后被伯恩施坦进一步修正，并在后来受到罗莎·卢森堡和弗拉基米尔·列宁的驳斥，称之为“修正主义”，也就是今日欧洲的社会民主党和工党的社会民主主义或民主社会主义。
值得注意的是，恩格斯在发表《〈法兰西阶级斗争〉导言》后不久，强调绝不能放弃暴力革命：“我认为，如果你们宣扬绝对放弃暴力行为，是决捞不到一点好处的。没有人会相信这一点，也没有一个国家的任何一个政党会走得这么远，竟然放弃拿起武器对抗不法行为这一权利。”
列宁在其著作《共产主义运动中的“左派”幼稚病》一书中提到：革命政党应当补课。它们学习过进攻。现在必须懂得，除了进攻以外，还必须学会正确地退却。必须懂得──而革命阶级也正在从本身的痛苦经验中领会到──不学会正确的进攻和正确的退却，就不能取得胜利。在所有被击败的反对党和革命党中，布尔什维克退却得最有秩序，他们的“军队”损失得最少，骨干保存得最多，发生的分裂最小（就其深度和难于挽救的程度来说），颓丧情绪最轻，他们最广泛、最正确和最积极地去恢复工作的能力也最强。布尔什维克所以能够如此，只是因为他们无情地揭露了并且驱逐了口头革命家，这些人不愿意懂得必须退却，必须善于退却，必须学会在最反动的议会、最反动的工会、合作社、保险会等组织中进行合法工作。